# 'Ndrina Critelli
I Critelli sono una cosca malavitosa o 'ndrina della 'ndrangheta calabrese di Cariati, attiva in provincia di Cosenza, Emilia-Romagna ed anche in Germania. Sono presenti ad Hagen (Renania Settentrionale-Vestfalia) e Stoccarda. Sono alleati con le 'ndrine dell'alto Ionio (Cirò, Corigliano Calabro).
Le attività illecite che svolgono sono l'estorsione, riscossione del pizzo, riciclaggio di denaro, traffico di stupefacenti, usura ed omicidio.

## Operazioni
- Operazione "Galassia"[4];
- Operazione "Reset 2"[5];
- Operazione "Pitbull"[6];
- Operazione "Rheinbrücke"[7];
- Operazione "Stige"[8].

## Organizzazione
- Domenico Critelli "U Saragat" - capobastone deceduto.[2][3]
- Antonio Critelli (arrestato in luglio 2015) - capo locale di Rielasingen (Germania).[9]

Affiliati
- Domenico Greco[10];
- Giuseppe Marino[10];
- Andrea Critelli - arrestato a Milano nel 2009[11];
- Arcangelo Russo - arrestato a Parma[12];
- Francesco Caruso - arrestato nel 2009[12];
- Raffaele Tallarico - arrestato[12];
- Giulio Graziano - presunto trafficante di droga[5].

## Etimologia
Dovrebbe derivare da una forma ipocoristica del nome greco "Kretheus", nome del re mitologico di Lolco, città da cui partì la spedizione degli Argonauti.